# Anders Møller Christensen
Anders Møller Christensen est un footballeur danois, né le 26 juillet 1977 à Faxe au Danemark. Il évolue comme stoppeur.

## Biographie

### En sélection
Anders Møller Christensen obtient sa première sélection le 29 mai 2008 lors d'un match amical contre les Pays-Bas à Eindhoven (1-1).
En 2009, il participe à trois matchs qualificatifs pour la Coupe du monde 2010, contre la Hongrie (0-1), en Albanie (1-1) et contre le Portugal (1-1). 
Le lundi 10 mai 2010, il est inclus dans une présélection de 30 joueurs en vue de la Coupe du monde, mais il est finalement écarté de la liste des 23 sélectionnés.

## Palmarès
OB Odense
- Vainqueur de la Coupe du Danemark (1) : 2007